# フォグ
株式会社フォグ（英: FOG inc.）は、東京都町田市にかつて存在していたゲーム制作会社。

## 概要
宗清紀之がナムコおよびアイマックスでの勤務を経て、1996年末に設立した。社名の由来は「Full On Games」の頭文字で、ゲームに夢中という意味である。アドベンチャーゲームに関しての実績を多数有する。
日本一ソフトウェアとは創業者同士の付き合いが古く、『みちのく秘湯恋物語』『久遠の絆』の開発協力を受けている。また、『雨格子の館』以降は両社共同でアドベンチャーゲームを多数発表している。2016年7月、日本一ソフトウェアの子会社となった。
2021年12月7日をもって解散。今後は日本一ソフトウェアのブランドとして継続される。

## 沿革
- 1996年12月 - 会社設立（東京都渋谷区桜丘町）[1]
- 1999年4月 - 新横浜に移転[1]
- 2009年8月 - 港北ニュータウンに移転[1]
- 2012年6月 - 東京都町田市に移転[1]
- 2016年2月 - 代表の宗清紀之が死去[6]
- 2016年7月 - 日本一ソフトウェアの子会社となる[4][3]
- 2021年12月7日 - 解散[5]

## ソフトウェア
- 美少女花札紀行 みちのく秘湯恋物語（1997年8月7日、PlayStation）
- 久遠の絆（1998年12月3日、PlayStation）
- 久遠の絆 再臨詔（2000年5月18日、ドリームキャスト）
- 風雨来記（2001年1月18日、PlayStation）
- MISSING PARTS the TANTEI STORIES パート1（2002年1月17日、ドリームキャスト）
- 久遠の絆 再臨詔（2000年5月18日、PlayStation 2）
- MISSING PARTS the TANTEI STORIES パート2（2002年10月24日、ドリームキャスト）
- MISSING PARTS the TANTEI STORIES パート3（2003年7月31日、ドリームキャスト）
- MISSING PARTS the TANTEI STORIES sideA（2003年11月27日、PlayStation 2）
- MISSING PARTS the TANTEI STORIES sideB（2004年2月19日、PlayStation 2）
- Rim Runners（2005年1月27日、PlayStation 2）
- 風雨来記2（2005年11月10日、PlayStation 2）
- 風雨来記（2006年9月28日、PlayStation 2）
- 雨格子の館（2007年3月8日、PlayStation 2）
- 奈落の城 一柳和、2度目の受難（2008年3月6日、PlayStation 2）
- 雨格子の館 PORTABLE 一柳和、最初の受難（2009年9月17日、PlayStation Portable）
- 奈落の城 POTABLE 一柳和、2度目の受難（2009年12月17日、PlayStation Portable）
- 氷の墓標 一柳和、3度目の受難（2010年2月25日、PlayStation Portable）
- MISSING PARTS the TANTEI STORIES Complete（2012年11月29日、PlayStation Portable）
- 封印（2013年3月29日、Windows）
- 風雨来記3（2013年5月31日、Windows）
- 風雨来記3（2015年2月19日、PlayStation Vita）